# 河岡義裕
河岡 義裕（かわおか よしひろ、1955年11月14日 - ）は、ウイルス学者・獣医師。学位は、獣医学博士（北海道大学・1983年）。
東京大学 名誉教授。ウィスコンシン大学マディソン校 教授、東京大学医科学研究所 特任教授（兼任）、国立国際医療研究センター 国際ウイルス感染症研究センター長（兼任）、東京大学新世代感染症センター センター長（兼任）。
専門は、インフルエンザ・エボラウイルスほか。

## 略歴
- 兵庫県立神戸高等学校卒業[6]
- 1978年 - 北海道大学獣医学部卒業
- 1980年 - 北海道大学大学院修士課程修了、鳥取大学農学部 助手
- 1991年 - 聖ジュード・チルドレンズ・リサーチ・ホスピタル 助教授
- 1997年 - ウィスコンシン大学マディソン校 教授
- 1999年 - 東京大学医科学研究所 細菌感染研究 教授
- 2000年 - 東京大学医科学研究所 感染・免疫部門 ウイルス感染分野 教授
- 2004年 - 北海道大学創生科学研究機構 客員教授
- 2005年 - 東京大学医科学研究所 感染症国際研究センター長、理化学研究所 客員主幹研究員
- 2007年 - 神戸大学 客員教授
- 2009年 - 京都大学 客員教授
- 2021年 - 東京大学医科学研究所 ウイルス感染部門 特任教授
- 2021年 - 国立国際医療研究センター研究所 国際ウイルス感染症研究センター長
- 2022年 - 東京大学新世代感染症センター センター長
- 2023年9月1日 - 新型インフルエンザ等対策推進会議委員[7]

## 新ウイルスの生成
H5N1型を元にした新たなウイルスを生成したとされ、デイリー・メールオンラインによればそのウイルスは「4億人を死に至らしめることができる」と言われている。本人は「価値のある科学研究の一部だ」としているが、ウィスコンシン大の実験室の安全性の問題や、効果が出るワクチンが発見されていない事もあり、道義面で強い批判を浴びた。
ダン・ブラウンは小説『インフェルノ』で河岡の実験に言及した。

## 受賞・叙勲
- 1991年 - 日本獣医学会賞
- 2002年 - 野口英世記念医学賞 [10]
- 2006年 - 文部科学大臣表彰科学技術賞、ロベルト・コッホ賞（ピーター・パレーゼ（英語版）と共に受賞）[11]
- 2007年 - 武田医学賞（鍋島陽一・春日雅人と共に受賞）[12]
- 2010年 - 日本農学賞・読売農学賞、高峰記念第一三共賞
- 2011年 - 内藤記念科学振興賞、紫綬褒章受勲[13]
- 2013年 - 米国科学アカデミー会員
- 2015年 - カルロス・フィンレイ微生物学賞
- 2016年 - 日本学士院賞、アメリカ微生物学会フェロー
- 2022年 - 慶應医学賞 [14]
- 2023年 - 文化功労者[15]

## 主な論文
- Hatta M, Gao P, Halfmann P, Kawaoka Y. Molecular basis for high virulence of Hong Kong H5N1 influenza A viruses, Science 298:1840–1842, 2001.
- Schultz-Cherry S, Dybdahl-Sissoko N, Neumann G, Kawaoka Y, Hinshaw VS. Influenza Virus NS1 Protein Induces Apoptosis in Cultured Cells. J Virol 75: 7875–7881, 2001.
- Kobasa D, Wells K, KawaokaY. Amino Acids Responsible for the Absolute Sialidase Activity of the Influenza A Virus Neuraminidase: Relationship to Growth in Duck Intestine. J Virol 75: 11773–11780, 2001.
- Goto H, Wells K, Takada A, Kawaoka Y. Plasminogen-binding activity of neuraminidase determines the pathogenicity of influenza A virus, J Virol 75:9297–9301, 2001.
- Watanabe T, Watanabe S, Ito H, Kida H, Kawaoka Y. Influenza A virus can undergo multiple cycles of replication without m2 ion channel activity. J Virol 75:5656–5662, 2001.
- Jasenosky LD, Neumann G, Lukashevich I, Kawaoka Y. Ebola virus vp40-induced particle formation and association with the lipid bilayer. J Virol 75:5205–5214, 2001.

## 著書

### 単著
- 『インフルエンザ危機』集英社〈集英社新書〉、2005年10月。ISBN 4-08-720313-1。
- 『新型インフルエンザ本当の姿』集英社〈集英社新書〉、2009年11月。ISBN 978-4-08-720517-6。
- 『闘う！ウイルス・バスターズ 最先端医学からの挑戦』朝日新聞出版〈朝日新書〉、2011年1月。ISBN 978-4-02-273376-4。
- 『ネオウイルス学』集英社〈集英社新書〉、2021年3月。ISBN 978-4-08-721159-7。

### 共著・監修
- 『インフルエンザパンデミック 新型ウイルスの謎に迫る』講談社〈ブルーバックス〉、2009年9月。ISBN 978-4-06-257647-5。 堀本研子と共著。
- 『猛威をふるう「ウイルス・感染症」にどう立ち向かうのか』ミネルヴァ書房、2018年2月。ISBN 978-4-623-08081-6。 今井正樹と共同監修。
- 『ウイルスVS人類』文藝春秋〈文春新書〉、2020年6月。ISBN 978-4-16-661270-3。 瀬名秀明、押谷仁、五箇公一、岡部信彦、大曲貴夫、NHK取材班らと共著。
- 『新型コロナウイルスを制圧する ウイルス学教授が説く、その「正体」』文藝春秋、2020年7月。ISBN 978-4-16-391232-5。 河合香織と共著。

### 監訳
- ロバート・ウェブスター『インフルエンザ・ハンター ウイルスの秘密解明への100年』岩波書店、2019年1月。ISBN 978-4-00-061313-2。 田代眞人と共同監訳。

## メディア出演
- 情熱大陸（毎日放送・2005年11月27日、2020年4月12日放送分）
- 「国産ワクチンを開発せよ!〜東大・河岡ラボ 300日の記録」（2021年2月14日、NHK-BS）[16]

## 所属学会
- 日本ウイルス学会
- 日本獣医学会
- 米国ウイルス学会
- 米国獣医学会